# بلیزارد اسپرت
بلیزارد اسپرت (انگلیسی: Blizzard Sport) شرکت تجهیزات ورزشی اتریشی است، که در سال ۱۹۴۵ تأسیس شد.